# ロビー・フランコ
ロバート（ロビー）・フランコ（Robert "Robby" Franco、1993年8月23日 - ）は、アメリカ合衆国・カリフォルニア州サンノゼ出身のフリースキーヤー。種目はスロープスタイル。

## 生い立ち
2015年開催のDew Tour・スロープスタイル種目への出場が決定している。

## 戦歴
2015年にアイスランドで開催されたIceland Winter Gamesではブロンズメダルを獲得。アメリカのユタ州で開催されたGatorade FreeFlow Tour Finalsではゴールドメダル獲得。

## スポンサー
- Moment
- Sierra at Tahoe
- Head
- Giro
- Monster
- Phunkshun Wear
- Leki
- WEND
- Darn Tough Socks[1]